# Oenoptila radiata
Oenoptila radiata är en fjärilsart som beskrevs av W. Warren 1907. Oenoptila radiata ingår i släktet Oenoptila och familjen mätare. Inga underarter finns listade i Catalogue of Life.